# Natsume Iroha
Natsume Iroha (夏目 彩春 (Hạ-Mục Thái-Xuân) 20 tháng 6 năm 1984 –) là một nữ diễn viên khiêu dâm người Nhật Bản. Cô sinh ra tại Tokyo, và thuộc về công ti T-Powers. Sở thích của cô là nghe nhạc và kĩ năng đặc biệt là chơi bóng bàn. Tên cũ của cô là Hara Sasara (原 更紗 (Nguyên Canh-Sa)).

## Sự nghiệp
- Tháng 3/2007, cô ra mắt ngành phim khiêu dâm dưới tên Hara Sasara với tư cách là nữ diễn viên độc quyền của MAX-A và Alice Japan, và ầo tháng  cùng năm cô cũng bắt đầu viết chuyên mục cho tạp chí tin tức phim khiêu dâm "AVFREAK". Tháng 6/2008, cô ra mắt ngành từ hãng Idea Pocket.
- Mặc dù cô tạm dừng hoạt động một thời gian từ tháng 1/2011, cô đã trở lại ngành phim khiêu dâm hai năm rưỡi sau đó với hãng MOODYZ[2] và đổi tên diễn thành Natsume Iroha vào tháng 7/2013. Từ tháng 8/2014, cô trở thành nữ diễn viên độc quyền của Attackers, nhưng kể từ nửa sau năm 2016 cô cũng bắt đầu xuất hiện trong phim của các hãng khác ví dụ như Madonna.